# Miguel Ángel Barberena Vega
Miguel Ángel Barberena Vega (Jesús María, Aguascalientes; 4 de agosto de 1928-Pabellón de Arteaga, Aguascalientes; 16 de junio de 1999) fue vicealmirante de la Armada de México, Ingeniero geógrafo y político mexicano.

## Biografía
Pasó su niñez en la antigua hacienda Los Cuartos.  
Sus estudios primarios los realizó hasta el cuarto año en la escuela de la cabecera municipal de Jesús María. Termina la primaria en la escuela “Hijos del Ejército”, de Cuernavaca, Morelos. Los estudios secundarios y preparatorios los realiza en el Instituto Autónomo de Ciencias, de esta capital, ahora Universidad Autónoma de Aguascalientes. Termina la preparatoria en el año de 1946. En 1947 decidió integrarse a la Armada de México. Ingeniero geógrafo por la Heroica Escuela Naval Militar. Se gradúa en el año de 1951, con la más alta calificación de su generación. Pasa comisionado a diversas unidades de la Armada de México como Guardiamarina y es destinado a diversas unidades de esta institución, tanto en los litorales del Golfo y del Pacífico. En enero de 1953 presenta su examen profesional para obtener el título de ingeniero geógrafo y obtiene el grado de teniente de corbeta del Cuerpo General de la Armada de México.
Es comisionado a diversas unidades de la Armada como oficial de Artillería y Oficial de Navegación. En mayo de 1955 obtiene por concurso una beca por parte la Universidad Veracruzana para hacer estudios en la prestigiada Universidad de Míchigan donde realizó estudios de posgrado en Ingeniería Nuclear.
En 1958 es comisionado por la Secretaría de Marina a la Universidad Veracruzana, donde se incorpora como profesor de tiempo completo en su Facultad de Ingeniería en el Puerto de Veracruz. Simultáneamente ese mismo año imparte cátedra en la H. Escuela Naval. Es nombrado Secretario de la Facultad de Ingeniería en mayo de 1958.
En 1961, al crear la Universidad Veracruzana su Instituto de Ciencias, es designado director fundador de esta institución hasta diciembre de 1962, en que es invitado por el Instituto Politécnico Nacional (IPN) para hacerse cargo del Centro Nacional de Cálculo en la Ciudad de México, donde instaló una IBM-709, la Computadora más grande de América Latina en su tiempo (1963). 
El 18 de septiembre de 1964, recibió el título de doctor honoris causa por la Universidad Autónoma de Sinaloa. El 1 de diciembre de 1964, es designado director general de Ferrocarriles en Operación, dependiente de la Secretaría de Comunicaciones y Transportes, por acuerdo del presidente Gustavo Díaz Ordaz. En 1970, durante la campaña presidencial de Luis Echeverría Álvarez, es designado Delegado del IEPES en el estado de Veracruz. 

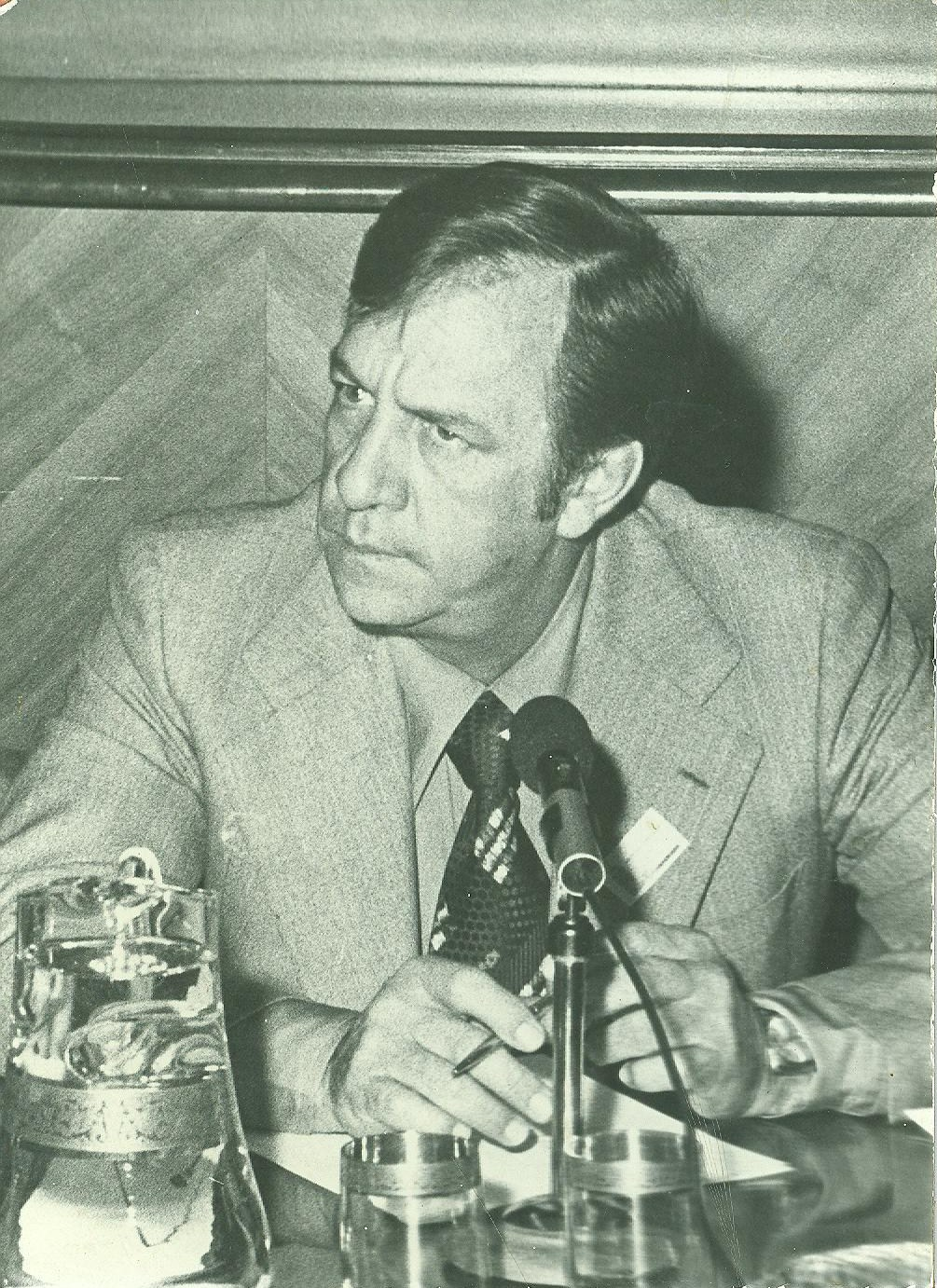
Miguel Ángel Barberena Vega en Veracruz

En 1970 ocupa la curul como senador de la República, representando a su estado natal en la XLVIII y XLIX Legislaturas.
Se incorpora a tarea partidistas, primero en el año de 1971, como Delegado de la CNOP en el Estado de Nuevo León, y luego como delegado General del PRI en el Estado de Baja California; en marzo de 1973 ocupa la Secretaría de Organización del Comité Ejecutivo Nacional del Partido Revolucionario Institucional (PRI). Simultáneamente es catedrático de la Facultad de Ingeniería de la UNAM, de 1968-1974.
En octubre de 1975, al concluir su gestión como Secretario General del CEN del PRI, es designado Delegado General en el estado de Jalisco, y en marzo de 1976 en el Estado de Baja California. Se le designa Delegado Regional del CEN del PRI durante la campaña de José López Portillo.
El primero de diciembre de 1976 es designado Subsecretario de Comunicaciones y Transportes.Secretaría de Comunicaciones y Transportes (México) (1976-82)
Al concluir su gestión en este cargo, en septiembre de 1981, se incorpora a la campaña de Miguel de la Madrid como asesor político de la Secretaría de Prensa y propaganda del comité ejecutivo Nacional del PRI.
En enero de 1983 es designado Delegado General del CEN del PRI en Baja California Sur, y en marzo de 1984 Delegado General del Comité Ejecutivo Nacional del PRI en el Estado de Hidalgo.
El 20 de septiembre de 1984 es ascendido al grado de Contraalmirante por el presidente Miguel de la Madrid y comisionado al Estado Mayor Presidencial. 
Es postulado por el Partido Revolucionario Institucional como candidato a diputado federal por el II Distrito de Aguascalientes y electo el 7 de julio de 1985. Fue miembro del Colegio Electoral y secretario de la directiva del mismo. En la LIII Legislatura fue presidente de la Comisión de Energéticos y miembro de las comisiones de Comunicaciones y Transportes y de Marina.
El 30 de mayo de 1986 fue designado como precandidato del PRI al gobierno del Estado.
El primero de diciembre de 1986, toma posesión como Gobernador Constitucional del Estado para el periodo 1986-1992.
Terminada la gobernatura fue Secretario General de la (CNOP) durante las campañas presidenciales de Luis Donaldo Colosio y Ernesto Zedillo. (1993-1994). 
Dentro de la Armada de México, ocupó el rango de vicealmirante.
Estuvo casado con la Sra. Miriam Cruz Valdés con la que procreó seis hijos: Miguel Ángel, Marco Antonio, Mario Alberto, Manuel Alejandro, Martín Andrés y Marina.

## Actividades políticas
Electo senador por Aguascalientes para la XLVIII Legislatura por el Partido Revolucionario Institucional (PRI) (1970-1976), diputado federal (1985-86) y gobernador de Aguascalientes en el periodo 1986-1992. Secretario General del PRI de 1972-1976. Delegado del PRI en los Estados de Jalisco, Baja California, Baja California Sur, Nuevo León e Hidalgo. Líder del Sector Popular del PRI de 1993-1994. CNOP

## Administración gubernamental
Apoyó la industrialización y el comercio, creó el Instituto de la Vivienda, construyó la autopista Aguascalientes-León, y el Teatro de Aguascalientes, promovió la creación de la Procuraduría de Protección Ciudadana y creó el corredor comercial de Expoplaza y la expansión de la Plaza de Toros. Inició trámites para la recuperación del Centro Cultural Los Arquitos. El Ing. Miguel Ángel Barberena Vega falleció el 17 de junio de 1999 dejando un legado de esfuerzo, responsabilidad y compromiso con los demás.